# Caterina Assandra
Caterina Assandra (auch Catterina Assandra, * um 1590 in Pavia; † nach 1618) war eine italienische Benediktinerin und Komponistin des Barock.

## Leben
Caterina Assandra erhielt ihre Ausbildung durch den möglicherweise aus deutschem Sprachgebiet stammenden Don Benedetto Re, der von 1606 bis 1626 Organist am Dom von Pavia war. Vermutlich in Anbetracht ihres Eintrittes in einen Orden machte sie die Ausbildung. In einem Vorwort zu Werken von Giovanni Paolo Cima wird Catarina Assandra äußerst lobend als Komponistin durch den Verleger ihrer beiden Sammlungen, Filippo Lomazzo, erwähnt. Assandra verfasste eine Orgeltabulatur und komponierte zwei Sammlungen Motetten. Ihr Leben verbrachte sie im Kloster Sant’Agata in Lomello, in das sie vermutlich 1609 eintrat.
Caterina Assandra darf namentlich nicht mit der italienischen Komponistin aus dem 18. Jahrhundert Caterina Alessandra verwechselt werden, wie dies bspw. in der Gran Enciclopedia de la Música Clásica geschieht.

## Werke
- Ihre erste Werkesammlung op. 1 von etwa 1608 gilt als verschollen, lediglich ist ihre Orgeltabulatur erhalten.
- Die Motetti à due, & tre voci, op. 2 (Mailand, 1609) waren dem Bischof von Pavia, Graf Giovanni Battista Biglio gewidmet. Ein Exemplar befindet sich in der Thurn und Taxis-Hofbibliothek in Regensburg.